# Muraltia macrocarpa
Muraltia macrocarpa är en jungfrulinsväxtart som beskrevs av Johann Georg Christian Lehmann, Christian Friedrich Frederik Ecklon och Zeyh.. Muraltia macrocarpa ingår i släktet Muraltia och familjen jungfrulinsväxter. Inga underarter finns listade i Catalogue of Life.